# La Antilla
La Antilla är en ort i Spanien.   Den ligger i provinsen Provincia de Huelva och regionen Andalusien, i den sydvästra delen av landet, 500 km sydväst om huvudstaden Madrid. La Antilla ligger 9 meter över havet och antalet invånare är 1 565.
Terrängen runt La Antilla är platt. Havet är nära La Antilla åt sydost.  Närmaste större samhälle är Lepe, 5,3 km norr om La Antilla. 